# Juan Segura
Juan Segura (* 1898 in Mexiko-Stadt; † 1989 ebenda) war ein mexikanischer Architekt.

## Leben
Segura studierte Architektur an der Academia de San Carlos in Mexiko-Stadt. Im Auftrag von zahlungskräftigen Privatkunden entwarf er in den 1930er und 1940er Jahren eine Vielzahl an Gebäuden in der Gegend Mexiko-Stadts.
Seguras bekanntestes Bauwerk ist das in den Jahren zwischen 1929 und 1935 entstandene Ermita-Gebäude im Stadtteil Tacubaya. Ungeachtet der Differenzen zwischen Ricardo Legorreta und Juan O’Gorman zu Segura wegen dessen eher funktioneller Architektur galt er als einer der großen mexikanischen Architekten seiner Zeit und als einer der Pioniere der postrevolutionären mexikanischen Architektur.